# Sondre
Sondre est la mascotte des Jeux paralympiques d'hiver de 1994 organisés à Lillehammer, en Norvège.

## Description
Sondre est un troll, une créature légendaire très présente dans le folklore norvégien et scandinave. Amputé d'une jambe au niveau du genou, il est représenté pratiquant le ski alpin.
Résultat d'une compétition nationale menée dans les écoles, la mascotte a été conçue et dessinée par Tor Lindrupsen et Janne Solem,.
Son nom est un hommage à Sondre Norheim, considéré comme l'un des pionniers du ski moderne.

## Produits dérivés
Des pin's et des statuettes en bois taillé ont été produits à l'effigie de la mascotte.